# Serekunda
Serekunda (of Serrekunda) is de grootste stad van Gambia. De stad ligt ten zuidwesten van Banjul. Hoewel Banjul de hoofdstad van Gambia is, verhindert de ligging ervan verdere groei. Hierdoor is Serekunda de stad in Gambia die het snelst groeit.
De stad werd in de 17e eeuw gesticht door Portugese kolonisten. In de 18e en 19e eeuw werd de stad door de Britten opgebouwd.

## Geografie
In 2008 had de stad zo'n 368.110 inwoners. De stad ligt aan de Atlantische kust, bij de monding van de Gambia. De stad ligt ten noorden van de Luchthaven Banjul Internationaal, en ongeveer een half uur rijden met de auto van Banjul.
In de voorstad liggen onder andere Kanifing, Latrikunda, Sukuta en London Corner.

## Achtergrond
Serekunda is vooral bekend om zijn markt, de katoenboom en zijn worstelarena. 
De Amerikaanse stad Memphis is een partnerstad van Serekunda.

## Bekende inwoners
- Ebrahim M. Samba (1932), directeur van de Afrikaanse tak van de wereldgezondheidsorganisatie
- Tijan Sallah (1958), dichter
- Musa Mboob (1963), musicus
- Angela Colley (1964), politicus
- Sadibou Hydara (1964), politicus
- Ousman Sonko (1969), politicus
- Kemo Ceesay (1971), voetballer
- Jatto Ceesay (1974), voetballer
- Yankuba Ceesay (1984), voetballer
- Pa Saikou Kujabi (1986), voetballer
- Matthew Mendy (1983), voetballer
- Ebrahim Savaneh (1986), voetballer
- Halifa Sallah (1953), politicus
- Abdoulie Sanyang (1999), voetballer
- Ebrima Darboe (2001), voetballer

## Galerij

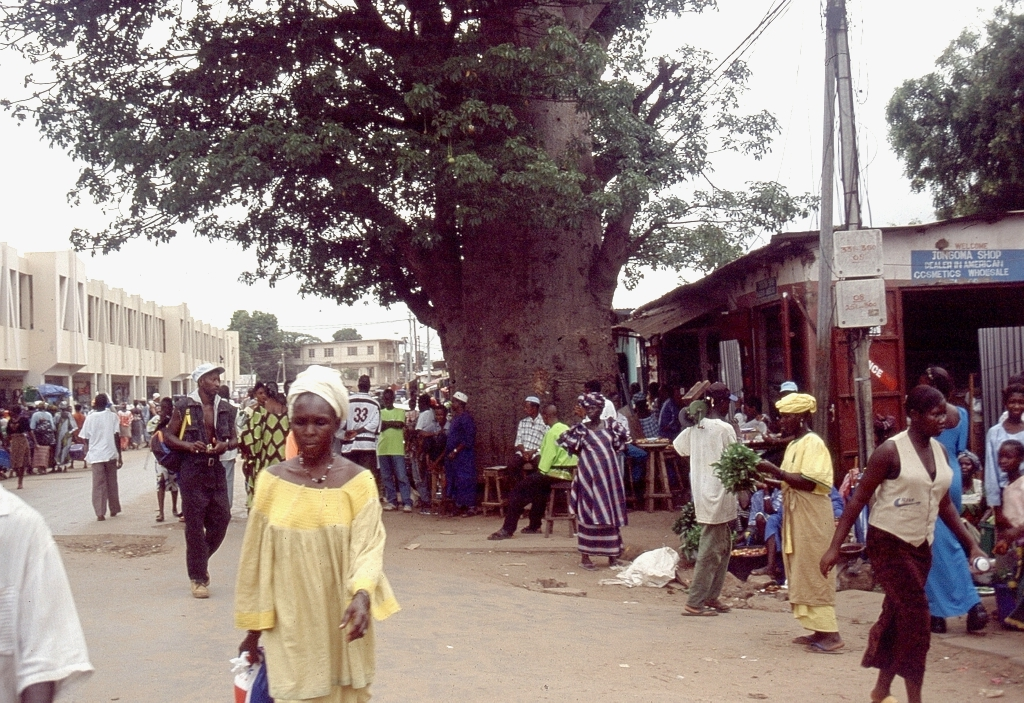
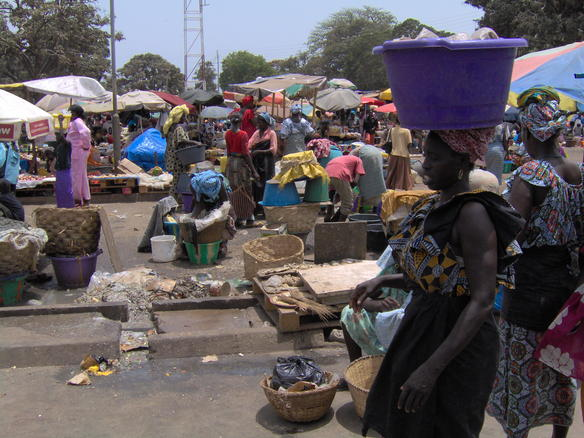
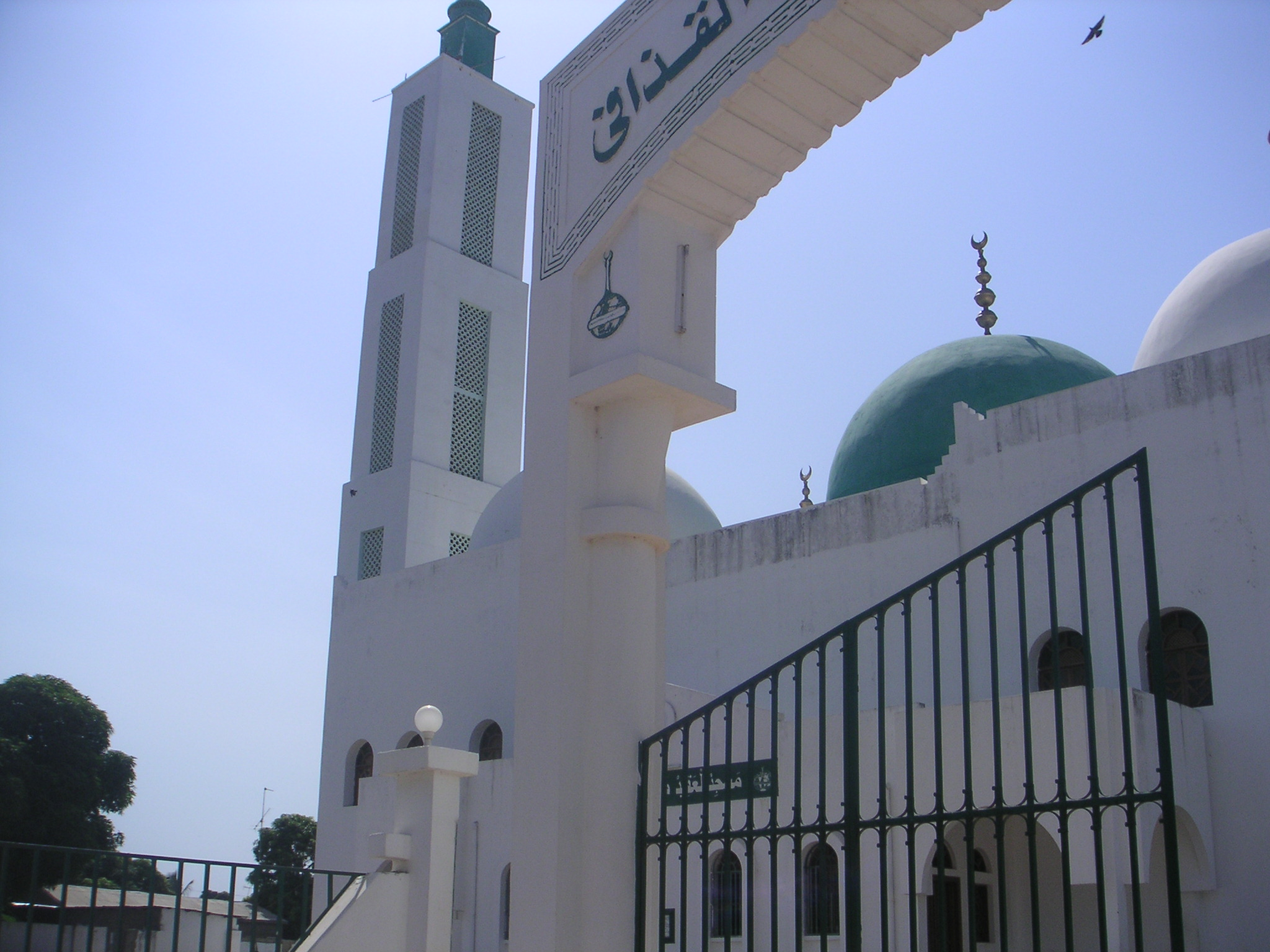